# Joanna Jóźwik
Joanna Jóźwik (Wałbrzych, 30 de enero de 1991) es una deportista polaca que compite en atletismo, especialista en las carreras de mediofondo.
Ganó una medalla de bronce en el Campeonato Europeo de Atletismo de 2014 y dos medallas en el Campeonato Europeo de Atletismo en Pista Cubierta, plata en 2021 y bronce en 2015.
Participó en dos Juegos Olímpicos de Verano, en los años 2016 y 2020, ocupando el quinto lugar en Río de Janeiro 2016, en la prueba de 800 m.

## Palmarés internacional
| Campeonato Europeo                   | Campeonato Europeo      | Campeonato Europeo | Campeonato Europeo |
| Año                                  | Lugar                   | Medalla            | Prueba             |
| ------------------------------------ | ----------------------- | ------------------ | ------------------ |
| 2014                                 | Zúrich (Suiza)          | Medalla de bronce  | 800 m              |
| Campeonato Europeo en Pista Cubierta |                         |                    |                    |
| Año                                  | Lugar                   | Medalla            | Prueba             |
| 2015                                 | Praga (República Checa) | Medalla de bronce  | 800 m              |
| 2021                                 | Toruń (Polonia)         | Medalla de plata   | 800 m              |